# الأرشيدوق كارل فرديناند من النمسا
الأرشيدوق كارل فرديناند النمساوي (29 يوليو 1818 - 20 نوفمبر 1874)؛ كان الابن الثاني لأرشيدوق كارل دوق تيشن والأميرة هنريتا من ناساو-فيلبورخ، يعتبر والده ابن الإمبراطور ليوبولد الثاني وشقيق فرانتس الثاني إمبراطور النمسا، في حين والدته تعتبر عمة أدولف دوق لوكسمبورغ الأكبر، بدأ مسيرته العسكرية في فوج المشاة 57 في برنو، في وقت لاحق تولى قيادة لواء في إيطاليا وحارب المتمردين في براغ عام 1848.
وفي عام 1859، كان جنرالًا في مورافيا وسيليزيا وعاد إلى برنو في عام 1860. وأصبح ملازم أول في الجيش النمساوي.
تزوج في 18 أبريل 1854 من أرملة قريبه الأرشيدوق فرديناند كارل فيكتور وابنة عمه الأرشيدوقة إليزابيث فرانزيسكا، أنجبت له 6 أبناء بما في ذلك: ماريا كريستينا ملكة إسبانيا القرينة والدة الملك ألفونسو الثالث عشر.